# マイコうそみたい
『マイコうそみたい』は、えびはら武司による日本の漫画、およびそれを原作としたオリジナルビデオ作品。『高一コース』（学研）にて連載されていた。単行本は全1巻。

## ストーリー
女子高生、真地マイコが巻き起こすドタバタコメディー。『まいっちんぐマチコ先生』の基になった作品である。

## 登場人物
真地マイコ
高校生。ちょっぴりドジな女の子で口癖は「も〜、マイコうそみた〜い!」。

## オリジナルビデオ
『マイコうそみたい!』のタイトルで実写化され、設定も高校生からアキバ中学3年生に変更された。

### キャスト
- 真地マイコ：小林万桜
- 村上妙子：朝倉みかん
- 金子美佳：愛川萌
- 井上和美：倉田みな
- ハル：日美野梓
- 先生：片岡さき
- おぼっちゃま：たけＣ。
- 太郎：桜金造

### スタッフ
- 脚本：えびはら武司・一月健二
- 監督：Yosshi.com
- 製作：海津昭彦
- 企画：竹村正明
- プロデューサー：井上哲夫・ミノケイ
- VE：田辺康隆
- 照明：堀江孝一
- カメラマン：鷹野秀雄
- 制作主任：藤本敦史
- 制作：ジル・エンタープライズ
- 発売：ジャンクフィルム
- 販売：ティーエムシー

## マイコ本当にうそみたい!!
『マチコ先生』のパチンコ化に伴うプロモーションとして劇画パチンコクラブ（笠倉出版）にて短期集中連載、パチンコの妖精マイコがうそみたいな奇跡を起こす物語。『まいっちんぐマチコ先生ホワイトボックス』（青林堂）収録。